# سوبارو کورپوریشن
سوبارو کورپوریشن (به ژاپنی: 株式会社) با نام پیشین صنایع سنگین فوجی (به ژاپنی: 富士重工業株式会社) (مخفف انگلیسی: FHI) شرکت خودروسازی و صنایع سنگین ژاپنی است که بیشتر به‌خاطر ساخت خودرو با برند سوبارو شناخته می‌شود.
این شرکت پیش از رسیدن به وضعیت کنونی و در زمان جنگ جهانی دوم شرکت هواپیماسازی ناکاجیما نام داشت و هواپیماهای مورد نیاز ارتش ژاپن را تهیه می‌کرد. در پایان جنگ جهانی دوم دولت‌های متفقین این شرکت را ازمیان بردند. در سال ۱۹۵۰ بخشی از این شرکت، صنایع سنگین فوجی نامیده شد. در ۱۵ ژوئیه ۱۹۵۳ میلادی ۵ شرکت ژاپنی فوجی کوگیو، فوجی جیدوشا کوگیو، امیا فوجی کوگیو، اوتسونومیا شریو و توکیو فوجی سانگیو به یکدیگر پیوسته و بزرگ‌ترین شرکت سازنده صنایع ترابری در ژاپن را تشکیل دادند.
هم‌اکنون این شرکت بیش از ۱۵٬۰۰۰ نفر در سراسر جهان کارمند دارد و محصولاتش به ۱۰۰ کشور جهان صادر می‌گردد. این شرکت ۹ کارخانه دارد. این شرکت هم‌اکنون به ساخت خودروهایی با برند سوبارو، قطعات هوافضایی برای شرکت بوئینگ، بالگرد برای نیروهای دفاعی ژاپن، ریتیون، هاوکر و جت‌های تجاری اکلیپس اویییشن مشغول است.